# Crónica Demótica
La Crónica Demótica es un documento egipcio, en papiro, elaborado en los círculos sacerdotales e intelectuales Ptolemaicos, a principios del siglo II a. C., conteniendo argumentos contra los persas, fundamentalmente de Cambises II, Jerjes I y Artajerjes III (Bresciani, 1985).
Está depositado en la Biblioteca Nacional de París, (Pap. Dem. n.º 215).
El documento consiste en una serie de sentencias y oráculos divididos en "tablas", seguido por paráfrasis exegéticas y proféticas de cariz político. El inicio, incluyendo las primeras columnas del texto y la información narrativa pseudo-epigráfica se perdió pero, por documentos semejantes, puede ser reconstruido como sigue: Un profeta de la corte interpreta para el rey, probablemente Nectanebo I (c. 378-360 a. C.), fundador de la dinastía XXX, los veredictos de los oscuros oráculos descritos en las "tablas". 
En estos aforismos hay alusiones a los acontecimientos históricos y dinásticos anteriores al reinado de Nectanebo I, y de su propio reinado; también del futuro destino de Egipto, incluyendo la desastrosa llegada de los "Medos" (segunda dominación persa, 343-332 a. C.), después la de los Griegos, y finalmente del advenimiento de un rey indígena que se rebelaría contra los Griegos (probablemente Horunnefer, gobernante del Alto Egipto de 205 a 186 a. C.) (Bresciani, 1986).
A los conquistadores persas de Egipto los llaman Medos (en jeroglífico: Mdy, en demótico: Mty, probablemente del arameo "Mdy").